# 郑州华润燃气
鄭州華潤燃氣股份有限公司，簡稱鄭州華潤燃氣股份或鄭州華潤燃氣 （英語：Zhengzhou Gas Company Limited，港交所除牌時3928.HK） ，前身為鄭州燃氣股份有限公司、鄭州燃氣股份或鄭州燃氣。是在1998年由鄭州市煤氣公司和鄭州市天然氣公司合併成立，主要業務城市燃气的生产、输配、储运、销售及相关设施双燃料装置加装、燃气报警器、燃气设备的配套服务；安全技术防范工程施工、维修；燃气灶具组装、销售、安装、维修，燃气安装、维修；燃气汽车加气站等新技术的开发与应用。
而在2002年在香港交易所創業板上市，當時代碼為港交所：8099，之後在2007年5月28日，轉在主板上市。到了2009年尾，被華潤集團以3.2億港元收購後，再在2011年7月19日，更名為「鄭州華潤燃氣股份有限公司」至今。現時董事長閆國起，總經理楊長毅。

## 公司私有化
2011年10月19日，被母公司華潤燃氣（港交所：1193）私有化，以每股14.73港元，或以1股換取1.5股本公司股份。現在則在股東大會通過，而退出股市日期為2012年2月14日，也就是情人節時期。

## 連結
- 鄭州華潤燃氣股份有限公司